# Phénoptile noir et jaune
Phainoptila melanoxantha
Genre
Espèce
Statut de conservation UICN

 LC  : Préoccupation mineure
Le Phénoptile noir et jaune (Phainopepla melanoxantha) est une espèce de passereaux appartenant à la famille des Ptiliogonatidae.
Cet oiseau fréquente la cordillère de Talamanca.